# Hervé d’Encausse

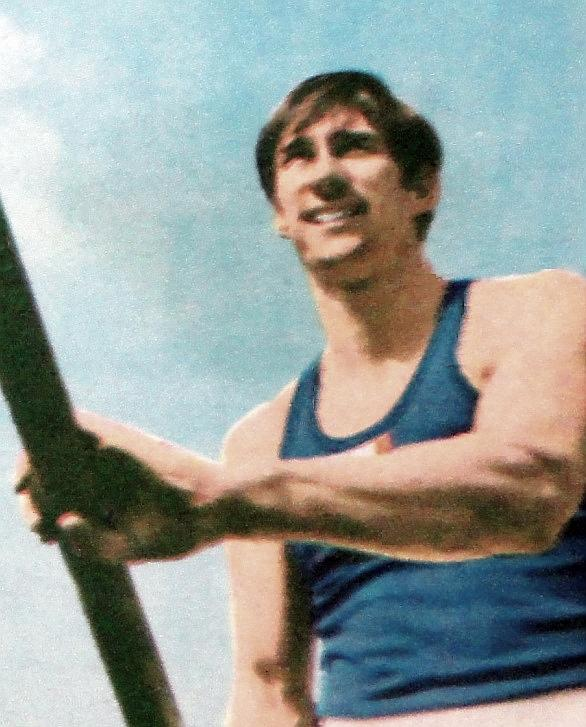
Hervé d’Encausse

Hervé d’Encausse (* 27. September 1943 in Hanoi) ist ein ehemaliger französischer Stabhochspringer.
1963 gewann er Bronze bei den Mittelmeerspielen.
Bei den Olympischen Spielen 1964 in Tokio kam er auf den 15. Platz, und bei den Leichtathletik-Europameisterschaften 1966 in Budapest holte er Bronze.
1968 wurde er Siebter bei den Olympischen Spielen in Mexiko-Stadt. Bei den Olympischen Spielen 1972 in München gelang ihm im Finale kein gültiger Versuch.
Viermal wurde er Französischer Meister (1965, 1966, 1968, 1972). 
Zweimal stellte er einen Europarekord auf:
- 5,28 m, 9. September 1967, Manosque
- 5,37 m, 5. Juni 1968, Saint-Maur-des-Fossés

Sein Sohn Philippe d’Encausse war ebenfalls als Stabhochspringer erfolgreich.